# 와이어 (잡지)

1986년부터 1991년까지 사용하던 잡지의 로고

와이어(The Wire)는 영국의 런던에서 발행되는 음악 잡지로, 1982년부터 월간으로 발간된다. 1997년에는 웹사이트가 론칭되었으며 2013년부터는 구독자들에게 이전 호를 볼 수 있게 하는 아카이브 서비스가 실행되었다. 1985년부터는 매년 연말에 해당 해를 리뷰하는 리와인드(Rewind)라는 이름의 호를 발행하며, 해당 호에서는 올해의 음반 등을 뽑는다.
원래 와이어는 영국의 재즈 신, 그 중에서도 아방가르드 재즈와 프리 재즈를 주로 다루었다. 보수적이던 경쟁사 재즈 저널에 비해 더욱 모험적인 음악을 소비하는 것으로 마케팅이 되었으며, 멜로디 메이커가 재즈를 다루는 것을 지양할 때 더욱 어린 독자들을 타겟으로 노리기도 했다. 1980년대 말부터 1990년대에는 다루는 음악 장르의 범위를 더욱 넓혀 비주류적 음악과 실험 음악을 함께 다루었다. 그 이후부터 와이어는 익스페리멘털 록, 일렉트로니카, 얼터너티브 힙합, 현대 클래식 음악, 프리 임프로바이제이션, 뉴 재즈와 전통 음악을 함께 다루었다.
2001년부터는 6명의 편집자가 이전 주인이던 나임 아탈라로부터 잡지를 사 독립적으로 운영하고 있다.

## 평가
수년 간 와이어는 찬사와 조롱을 모두 받았다. 와이어에 대한 긍정적인 의견으로는 다양한 장르에 이르는 보도 및 비주류 음악에 전념하는 오래된 출판물로서의 지위를 언급한다. 2005년 작가 빌 마틴은 와이어를 "가치를 헤아릴 수 없는 자료"라고 묘사하며 "영어 잡지 중에 이와 견줄 만한 잡지는 존재하지 않는다"고 말하였다.